# Persintologie
PERSINTOLOGIE.
"Persintologia este teoria discursului retoric în tripla acestuia hipostază: persuadant, seductiv și incitant.Ea cercetează principiile și categoriile retoricității gândirii subiectuale adresative, fundamentele strategice ale comunicării bi și unilaterale, tehnicile de elaborare ale discursului care vizează dirijarea pozitivă și negativă a publicului, organizarea psiho-logică a discursului retoric, în general cu aplicații nemijlocite în domenii varia: drept, politică, educație etc." Citat din lucrarea " Psiho-logica discursului retoric " , autor : Profesor universitar dr. Gheorghe MIHAI, Editura NEURON, Focșani, 1996.